# Пивоварна Света Петка
Вижте пояснителната страница за други значения на Света Петка.
„Света Петка“ е бивша пивоварна фабрика, акционерно дружество със седалище град Русе.

## История на пивоварната фабрика
Сведенията за създаването на фабриката са противоречиви. Според едни източници фабриката е основана през 1877 г. от предприемача Сава Г. Велезли (1834, Златица – 10 август 1922, Русе) . Според други — през 1878 г.  Трети източници отнасят времето на създаването ѝ преди Освобождението.
След Руско-турската война (1877-1878) фабриката е разширена и наречена „Света Петка“ по името на близко разположената средновековна скална църква.
През 1881 г. в България пристига чешкият майстор пивовар Франц Милде и започва работа в пивоварната фабрика „Света Петка“ в Русе. Една година по-късно той се мести в Шумен и започва работа като пивовар в „Българско пивоварно дружество Шумен - Русе“.
Сава Велезли се занимава с производство на бира до 1894 г., когато продава предприятието и открива нова фабрика за производство на безалкохолни напитки.
Новите съдружници в пивоварната фабрика „Света Петка“ са русенските предприемачи Динолов, Чолаков, Драганов и Стоянов.
Считано от 25 ноември 1896 г. русенското дружество започва да се ползва от облагите на Закона за насърдчение на местната индустрия (обн. „Държавен вестник“, 28 януари 1895 г.).
В „Български алманах за 1897 г.“ предприятието се описва като Пивоварно дружество „Св. Петка“, Русе. Произвежда жълта и черна бира. Износ по всички краища на България.” През 1899 г. главен майстор пивовар на „Света Петка“ става Себастиян Милде, брат на Франц Милде.
През 1900 г. е монтирана нова инсталация за производство на пиво, като производственият асортимент на фабриката включва „пилзенски и баварски тип пиво“.
Главната производствена сграда на пивоварната фабрика „Света Петка“ е осеметажна, изградена от камък и тухли. В големия промишлен двор, през който преминава реката, има и изба, и сграда с жилища за работниците. Пивоварната е оборудвана с модерни за времето си машини за производство на баварско и пилзенско пиво – парна машина, варка, скари за сушене на ечемик, апарат за източване. Има умивално отделение, циментирани тунели за кълнене на ечемик, помещения за отлежаване на бирата, складове и ледница. За отлежаване на бирата при постоянна температура е използвана и пещерата на църквата „Света Петка“. До фабриката е уредена бирена градина, в която се продава пенливо русенско пиво, а в почивните и празнични дни в бирарията свири и оркестър.
През 1904 г. производството на пивоварната достига 756 160 литра бира; през 1910 г. са произведени 628 262 литра.
През 1910 г. е извършено преустройство на фабриката и са изградени нова инсталация за охлаждане на бирата, нова модерна кушиля - най голямата по това време в България, разширени са избите за отлежаване на бирата. Фабриката произвежда малц, и два вида пиво: мюнхенски тип с мюнхенски малц (мюнхнер хелес) и обикновено пиво. Пивото се рекламира като „здраво, силно и резливо“.
Дружеството стопанисва собствена бирария „Червен салон“ в която се предлага русенско пиво. 
През 1918 г. за експлоатация на бирената фабрика се създава акционерно дружество „Света Петка“АД с капитал 3 милиона лева.
Условията за работа в пивоварната са тежки и през юни 1920 г. във фабриката избухва стачка, в резултат на което са извоювани минимални надници от 50 лева.
През 20-те години на ХХ век обаче, производството на бира навлиза в дълбока криза. Спадът в производството на бира в България, особено след 1925 г., дължащ се на тежката акцизна политика на българското правителство, за сметка на поощряване на винарската индустрия, принуждава собствениците на пивоварни фабрики в България да образуват на 3 април 1927 г. пивоварен картел, в който влизат всички съществуващи към момента 18 фабрики, вкл. и „Света Петка“. По решение на картела се затварят 12 пивоварни фабрики, сред които и русенската пивоварна. Затворените фабрики спират производство и част от тях продължават да функционират само като депозитни складове за продажба на пиво на останалите 6 действащи пивоварни. Създаването на картела не успява да преодолее спада и различията и през 1931 г. пивоварният картел престава да съществува.
Съгласно решението на картела от 1927 г. пивоварната фабрика „Света Петка“ преустановява производството на бира. През 1929 г. „Света Петка“ АД изпада в несъстоятелност и активите му са обявени за разпродажба. В „Държавен вестник“ бр. 218 от 1937 г., с. 3919 е обявен търг за продажба на имуществото на дружеството в гр. Русе: парцели и разположените върху тях пивоварни постройки, като е уточнено, че имотите са обременени с ипотека към БТБ в размер на 1 000 000 лева и задължения към фиска.